# 쇼나이촌 (오카야마현)
쇼나이촌(荘内村)은 오카야마현 고지마군에 설치되었던 촌이다. 현재의 다마노시, 구라시키시의 일부에 해당한다.

## 역사
- 1889년 6월 1일 - 정촌제 시행에 의해 고지마군 쇼나이촌이 발족하였다.
- 1954년 4월 1일 - 다마노시에 편입해 폐지되었다.

## 참고문헌
- 角川日本地名大辞典 33 岡山県
- 『市町村名変遷辞典』東京堂出版、1990年。